# Minimal techno
Minimal techno este un subgen minimalist al muzicii techno.
A fost dezvoltat inițial la începutul anilor 1990, de către producătorii din Detroit Robert Hood și Daniel Bell.
"În general minimal înseamnă muzica realizată cu instrumente de percuție în cea mai mare parte, repetitivă și monotonă sau aparent monotonă, care se bazează pe inducerea unei stări de transă prin această repetitivitate. De cele mai multe ori minimalul nu este melodios și armonios, ci mai degrabă strident și rece. Fără un sistem de sunet bun își pierde tot farmecul" - Mihai Popoviciu
"Minimal este o caracterizare a unui gen de muzică, care te lasă pe tine ca ascultător să o interpretezi cum dorești. Nu îti transmite un mesaj clar și exact, lăsând mintea liberă să interpreteze fiecare sunet asa cum îl "aude" creierul fiecăruia." - Maresh  Arhivat în 3 septembrie 2011, la Wayback Machine.

Cu alte cuvinte MINIMAL-UL este o definiție simplificatoare a noțiunii afirmată în spațiul amer., „minimal music”, ar viza o orientare muzicală postmodernă (Danuser, 1984), apărută după 1960, manifestată prin compunerea unui flux sonor repetitiv, adesea de lungă durată, unde muzica se transformă gradual prin repetarea ușor modificată a celor mai mici componente ale discursului. Conceptul a fost împrumutat din artele plastice din perioada respectivă: criticul Richard Wollheim publica în 1965, în Arts Magazine, un articol despre „minimal art”. În muzică, termenul este folosit de la începutul anilor ’70 (v. Tom Johnson, recenzie în The Village Voice, 1972), desemnând la început diverse tendințe muzicale manifestate din 1960: „muzica hipnotică”, „pulsatorie”, „repetitivă”, „procesuală”, „modulară”, „sistemică” etc. A devenit emblematic pentru creația americanilor La Monte Young (n. 1935), Terry Riley (n. 1935), Steve Reich (n. 1936) și Philip Glass (n. 1937), ceea ce nu înseamnă că cei citați ar fi fost de acord cu această etichetă. (Reich vorbește mai degrabă de „muzica – proces gradual”). M.m. este cunoscută așadar și sub denumirea de „sistemică” (semnificația termenului de „sistem” în jur de 1960 de referă la varietatea de noi practici componistice, dintre acestea accentul fiind pus pe repetiție). Este vorba de repetări extinse ale unui motiv* sau un grup de motive muzicale (Riley), repetările fiind guvernate de un sistem: fie lungirea progresivă a materialului repetat (Glass), fie discrepanțe care modifică simultaneitatea (Reich) etc. Alături de ancorarea în cultura californiană (al cărei sincretism relevă puternice influențe asiatice), în scena avangardistă a New York-ului, de experiența muzicii seriale*, asimilarea lui J. Cage, a practicii de jazz*, pop* și rock*, de folosirea posibilităților electronice, de raporturile stabilite între compozitor și practica interpretativă în asambluri proprii, compozitorii americani de m.m. studiază – și din punct de vedere interpretativ – muzicile extra-europene. Acest interes îi conduce în diverse zone asiatice și africane: în India (Glass, Riley, Young), Africa de N (Glass), Africa de V (Reich). Unele piese vizează psihologia receptării, ceea ce a condus spre descrierea autorilor drept componenți ai „școlii new-yorkeze hipnotice” (Johnson, 1989). În publicațiile muzicale de lb. engleză s-a folosit adesea termenul de „minimalism” sau „muzică minimală” fără un conținut specific, ci doar ca extindere la muzică a termenului din artele plastice. De fapt, încă nu s-a clarificat în literatura de specialitate definirea precisă, bine delimitată, a m.m. Însăși enumerarea trăsăturilor caracteristice – repetiție, non-evoluție, reducția materialului tematic, armonic, ritmic, renunțarea la expresivitatea tradițională, decontextualizarea, renunțare la finalitate și scop – nu descriu exclusiv și nici integral m.m. În plus, reprezentanții săi au stiluri componistice extrem de diferite: concepțile personale includ elemente minimale aplicate la diverși parametri* muzicali (desfășurarea temporală non-evolutivă pe sunete lungi, dedusă dintr-o practică a muzicii seriale la Young, construcția pe un model unic a frazei* muzicale, generator de multiple variante, sonoritate continuă / pulsatorie, cu schimbări lent – gradual, repetiții mecanice ale unui singur cluster* etc.). Diatonia*, în unele cazuri întoarcerea la funcționalitate armonică justifică pe unii teoreticieni să considere minimalismul drept curent postmodern (v. postmodernă, muzică). În multe cazuri, repetiția ritmică se cuplează chiar cu tonalitatea* tradițională (John Adams, n. 1947). Criticii amer. preferă definirea m.m. ca orientare genuin amer., extinsă la numeroși alți compozitori; ei au studiat însă prea puțin afinitățile minimaliștilor cu jazz-ul, semnificative la Reich, Riley și Young. Acestora le urmează compozitori mai tineri care aderă la minimalism – în spațiul amer. și englez. În ceea ce privește compoziția europ., atributele m.m. se pot găsi, pasager, în creații semnificative: exemplul cel mai celebru îl constituie György Ligeti (1923-2006), care utilizează tehnici minimaliste în Poéme symphonique (1962), Continuum (1968), Clocks and Clouds (1972), Studiile pentru pian (1985), adică suprapuneri de grile ritmice, ritmuri iluzorii, transformări repetitive de pattern-uri. De altfel, predilecția pentru cercetarea folc. african îi conduc pe Ligeti, Reich și Riley spre similitudini creatoare. Pierzând cu timpul semnificațiile sale inițiale, m.m. devine în anii ’90 un „mainstream” al muzicii cotidiene, de la muzica reclamelor la genul „tehno”, „hip-hop” (repetivitatea, motorica), muzica ambientală (liniște pseudo-meditativă). Tendința de a uza de formule simple, în scopul obținerii unui efect psihic maxim, alătură această orientare unui tip de neoromantism, practicat în ideea găsirii unei noi accesibilități a „muzicii contemporane”.